# Championnats du monde de gymnastique artistique 1922
Navigation
Édition précédente Édition suivante
Les 7e championnats du monde de gymnastique artistique ont eu lieu à Ljubljana au Royaume des Serbes, Croates et Slovènes.

## Résultats hommes

### Concours par équipes
| Rang               | Pays | Total   |
| ------------------ | --- | ------- |
| Médaille d'or      | Tchécoslovaquie Stanislav Indruch, Miroslav Karásek, Miroslav Klinger, Josef Malý, František Pecháček, František Vanecek         | 773,000 |
| Médaille d'argent  | Royaume des Serbes, Croates et Slovènes Stane Derganc, Slavko Hlastan, Leon Štukelj, Peter Sumi, Vladimir Simoncic, Stane Vidmar | 764,000 |
| Médaille de bronze | France Jean Gounot, Louis-Charles Marty, Jacques Moser, Robert Morin, Alexandre Pannetier, Marco Torrès                          | 636,000 |

### Concours général individuel
| Rang               | Pays                                    | Gymnaste           | Total   |
| ------------------ | --------------------------------------- | ------------------ | ------- |
| Médaille d'or      | Royaume des Serbes, Croates et Slovènes | Petar Sumi         | 135,250 |
| Médaille d'or      | Tchécoslovaquie                         | František Pecháček | 135,250 |
| Médaille de bronze | Royaume des Serbes, Croates et Slovènes | Stane Derganc      | 132,250 |

### Cheval d'arçon
| Rang              | Pays                                    | Gymnaste          | Total  |
| ----------------- | --------------------------------------- | ----------------- | ------ |
| Médaille d'or     | Tchécoslovaquie                         | Miroslav Klinger  | 19,250 |
| Médaille d'argent | Royaume des Serbes, Croates et Slovènes | Leon Štukelj      | 19,000 |
| Médaille d'argent | Royaume des Serbes, Croates et Slovènes | Petar Sumi        | 19,000 |
| Médaille d'argent | Tchécoslovaquie                         | Stanislav Indruch | 19,000 |

### Anneaux
| Rang          | Pays                                    | Gymnaste         | Total  |
| ------------- | --------------------------------------- | ---------------- | ------ |
| Médaille d'or | Royaume des Serbes, Croates et Slovènes | Leon Štukelj     | 19,750 |
| Médaille d'or | Royaume des Serbes, Croates et Slovènes | Petar Sumi       | 19,750 |
| Médaille d'or | Tchécoslovaquie                         | Joseph Maly      | 19,750 |
| Médaille d'or | Tchécoslovaquie                         | Miroslav Karasek | 19,750 |

### Barres parallèles
| Rang              | Pays                                    | Gymnaste          | Total  |
| ----------------- | --------------------------------------- | ----------------- | ------ |
| Médaille d'or     | Royaume des Serbes, Croates et Slovènes | Leon Štukelj      | 20,000 |
| Médaille d'argent | Royaume des Serbes, Croates et Slovènes | Stane Derganc     | 19,000 |
| Médaille d'argent | Royaume des Serbes, Croates et Slovènes | Stane Vidmar      | 19,000 |
| Médaille d'argent | Royaume des Serbes, Croates et Slovènes | Vladimir Simoncić | 19,000 |
| Médaille d'argent | Tchécoslovaquie                         | Miroslav Klinger  | 19,000 |
| Médaille d'argent | Tchécoslovaquie                         | Stanislav Indruch | 19,000 |

### Barre fixe
| Rang          | Pays                                    | Gymnaste         | Total  |
| ------------- | --------------------------------------- | ---------------- | ------ |
| Médaille d'or | Royaume des Serbes, Croates et Slovènes | Leon Štukelj     | 20,000 |
| Médaille d'or | Royaume des Serbes, Croates et Slovènes | Petar Sumi       | 20,000 |
| Médaille d'or | Tchécoslovaquie                         | Miroslav Klinger | 20,000 |

## Tableau des médailles
| Rang | Nation                                  | Or | Argent | Bronze | Total |
| ---- | --------------------------------------- | -- | ------ | ------ | ----- |
| 1    | Royaume des Serbes, Croates et Slovènes | 6  | 6      | 1      | 13    |
| 2    | Tchécoslovaquie                         | 6  | 3      | 0      | 9     |
| 3    | France                                  | 0  | 0      | 1      | 1     |